# Erythromachus leguati
Erythromachus leguati é uma espécie extinta de ave da família dos ralídeos que era endêmica de Rodrigues, ilha do Oceano Índico a leste de Madagascar. Foi descrita como tendo uma plumagem cinza, bico e pernas vermelhos, e uma área sem penas em volta dos olhos também vermelha. O formato do bico variava de indivíduo para indivíduo, podendo ser reto ou curvo. Não se sabe se essa diferença era devido a um dimorfismo sexual ou se é apenas uma variação individual.
Tinha um comportamento curioso: quando alguém lhe mostrava um tecido na cor vermelha, a ave reagia com uma atitude agressiva, atacando o pedaço de pano. Os colonos aproveitavam-se disso para capturar o animal facilmente. Esse método de caça era similar ao utilizado para pegar a galinhola-vermelha-de-maurício, uma outra espécie de ralídeo, igualmente extinta, que é apontada como a "prima" mais próxima de E. leguati. São tão parecidas que alguns cientistas propuseram a classificação de ambas num mesmo gênero, o Aphanapteryx.
Acredita-se que a espécie foi extinta em meados do século XVIII pela combinação de vários fatores: destruição de habitat, caça pelos colonos e predação por animais introduzidos. François Leguat, abandonado em Rodrigues em 1691, foi a primeira pessoa a fornecer uma descrição da ave. Seu relato, junto com o de Julien Tafforet (também abandonado na ilha em 1726), trazem informações sobre a aparência e comportamento da espécie. Essas eram as únicas fontes sobre o animal até a descoberta de ossos subfósseis numa caverna em Rodrigues em 1874.

## Taxonomia

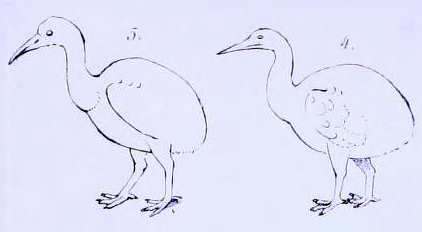
Desenhos do Didus broeckei e Didus herbertii (Schlegel, 1854).

Em 1848, o zoólogo inglês Hugh Strickland chamou a atenção para uma ave mencionada nas memórias do viajante francês François Leguat de 1708 sobre sua estada na ilha Rodrigues, no arquipélago das Mascarenhas. Leguat se referia a tais aves como "gelinottes", termo que Strickland achava que remetia ao tetraz da Europa, embora isso não fosse consistente com a forma do bico descrita por Leguat. Strickland não foi capaz de classificar a ave mais detalhadamente, mas notou semelhanças com o dodô (Raphus cucullatus) e o kiwi (Apteryx), baseado em aves não identificadas das ilhas Maurício ilustradas pelos viajantes Pieter van den Broecke e Thomas Herbert, que ele pensou serem relacionadas. Strickland também observou semelhanças com uma ave de Maurício, que mais tarde seria identificada como a galinhola-vermelha-de-maurício (Aphanapteryx bonasia).
Em 1874, o zoólogo francês Alphonse Milne-Edwards conectou o relato de Leguat com três ossos subfósseis (um esterno, um tarsometatarso e um crânio fragmentado) encontrados em cavernas da região de Plaine Corail, em Rodrigues. Ele reconheceu sua semelhança com os da galinhola-vermelha, embora notasse que supostamente tinha um bico mais reto (conforme descrito por Leguat). Milne-Edwards cunhou o nome genérico Erythromachus a partir das palavras gregas eruthros (vermelho) e makhç (batalha), em referência ao comportamento agressivo da ave em relação a objetos vermelhos, e o epíteto específico leguati para homenagear Leguat. O termo Erythromachus foi incorretamente explicado como se referindo ao mar da Eritréia pelo ornitólogo americano Charles Wallace Richmond em 1908. O nome Miserythrus, de "vermelho" e "ódio", foi usado pelo ornitólogo inglês Alfred Newton em 1874 (originalmente apenas em um manuscrito) e também se refere ao comportamento da ave frente à cor vermelha, mas por ser um termo mais recente, é hoje um sinônimo júnior. Milne-Edwards não selecionou um espécime como holótipo para a espécie dentre os ossos que pegou emprestado do Museu de Zoologia da Universidade de Cambridge para seu estudo, mas uma série de síntipos foi listada posteriormente a partir de espécimes da instituição, presumivelmente por Alfred Newton.
Em 1875, A. Newton também identificou uma referência à ave no relato de 1726 do viajante francês Julien Tafforet, que havia sido recentemente redescoberto. Em 1879, mais fósseis, incluindo crânios, foram descritos pelos zoólogos Albert Günther e Edward Newton (irmão de Alfred), que confirmaram que a ave era um ralídeo, e também notaram que alguns espécimes tinham bicos tão curvos quanto os da galinhola-vermelha. Em 1921, o linguista americano Geoffroy Atkinson questionou a existência da ave, em um artigo que duvidava da veracidade das memórias de Leguat. O ornitólogo americano James Greenway sugeriu em 1967 que a descrição de Leguat se referia a caimões (Porphyrio) vagantes que chegaram à ilha trazidos por correntes de ar, uma vez que a palavra cinza às vezes é usada como sinônimo de azul em descrições antigas. Esta ideia não foi corroborada por outros especialistas. Hoje, é amplamente aceito que as memórias de Leguat representam observações confiáveis de aves locais em vida.
Em 1999, a paleontóloga francesa Cécile Mourer-Chauviré e colegas apontaram que um osso de carpometacarpo atribuído à galinhola-vermelha e ilustrado por Günther e E. Newton em 1879 não pertence a um ralídeo e, portanto, não pertence a esta ave. Mais subfósseis foram descobertos desde então, incluindo um esqueleto associado, mas incompleto com um crânio completo e mandíbulas encontrados na caverna Poule Rouge em 2005. Na década de 2020, foi proposto para a espécie o nome popular em português de frango-de-água-da-rodrigues.

### Evolução

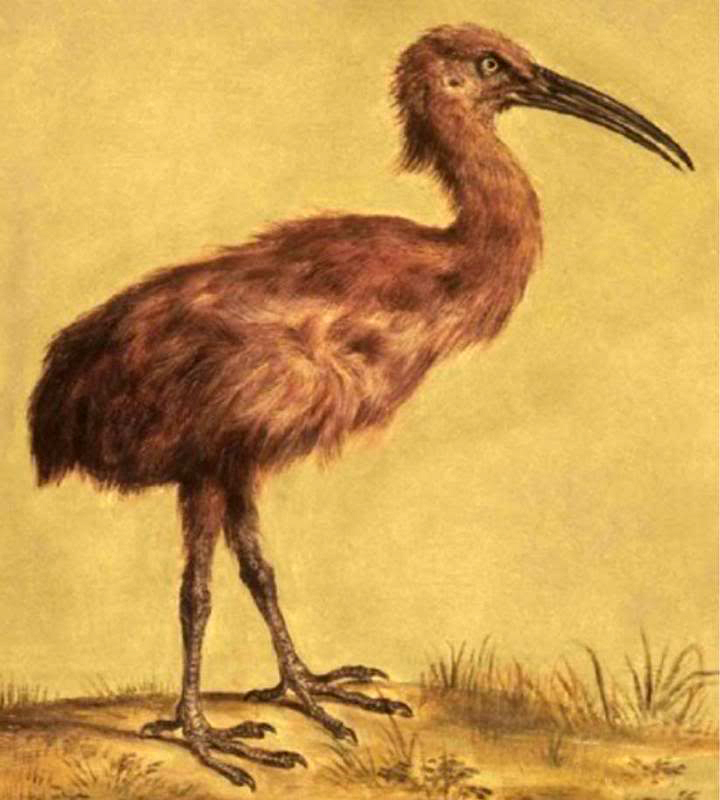
Pintura de uma galinhola-vermelha-de-maurício, por Hoefnagel (c. 1610), ave parecida com E. leguati.

Além de ser um "primo" próximo da galinhola-vermelha-de-maurício, o parentesco do Erythromachus leguati permanece incerto e os dois são comumente listados em gêneros separados, Aphanapteryx e Erythromachus; mas alguns cientistas já os agruparam como espécies de Aphanapteryx. Edward Newton e Albert Günther foram os primeiros a classificar as duas espécies num mesmo gênero, em 1879, devido às suas similaridades esqueléticas. Em 1945, o paleontólogo francês Jean Piveteau escreveu que as características do crânio das duas espécies eram diferentes o suficiente para separação genérica e, em 1977, o ornitólogo americano Storrs L. Olson afirmou que embora as duas espécies fossem semelhantes e derivassem da mesma linhagem, também tinham divergido consideravelmente e deviam ser mantidas separadas. Com base na localização geográfica e na morfologia dos ossos nasais, Olson sugeriu que eles estavam relacionados aos gêneros Gallirallus, Dryolimnas, Atlantisia e Rallus. O ornitólogo americano Bradley C. Livezey não foi capaz de determinar as afinidades da galinhola-vermelha-de-maurício e de E. leguati em 1998, afirmando que parte das características que os uniam a alguns outros ralídeos estavam associadas à perda de voo em vez da descendência comum. Ele também sugeriu que o agrupamento daquelas duas espécies no mesmo gênero pode ter sido influenciado por sua distribuição geográfica. Mourer-Chauviré e colegas também consideraram os dois como pertencentes a gêneros separados.
Os ralídeos alcançaram muitos arquipélagos oceânicos, o que frequentemente os levava à especiação e evolução para a perda da capacidade de voar. De acordo com os pesquisadores britânicos Anthony Cheke e Julian Hume em 2008, o fato de E. leguati ter perdido grande parte da estrutura de suas penas indica que ficara isolado por muito tempo. Esses ralídeos podem ter origem asiática, como muitas outras aves das Mascarenhas. Em 2019, Hume defendeu a distinção dos dois gêneros e citou a relação entre as extintas coruja-de-maurício e coruja-de-rodrigues como mais um exemplo dos caminhos evolutivos divergentes nessas ilhas. Ele afirmou que a relação da galinhola-vermelha-de-maurício e de E. leguati era mais obscura do que a de outros ralídeos extintos das Mascarenhas, com muitas de suas características distintas relacionadas à falta de voo e modificações em suas mandíbulas devido à dieta, sugerindo um longo período de isolamento. Sugeriu ainda que seus ancestrais poderiam ter chegado às Mascarenhas durante o Mioceno médio, no mínimo, mas pode ter acontecido mais recentemente. A velocidade com que essas características evoluíram também pode ter sido afetada pelo fluxo gênico, disponibilidade de recursos e eventos climáticos. A ausência de voo pode evoluir rapidamente nos ralídeos, às vezes repetidamente dentro dos mesmos grupos, como em Dryolimnas, então a distinção entre aquelas duas espécies pode não ter demorado muito para evoluir; alguns outros ralídeos especializados evoluíram em menos de 1 a 3 milhões de anos. Hume sugeriu que os dois ralídeos provavelmente estavam relacionados a Dryolimnas, mas sua morfologia consideravelmente diferente tornou difícil estabelecer como isso ocorreu. Em geral, os ralídeos são adeptos da colonização de ilhas e podem se tornar incapazes de voar em algumas gerações em ambientes sem predadores, mas isso também os torna vulneráveis às atividades humanas.

## Descrição

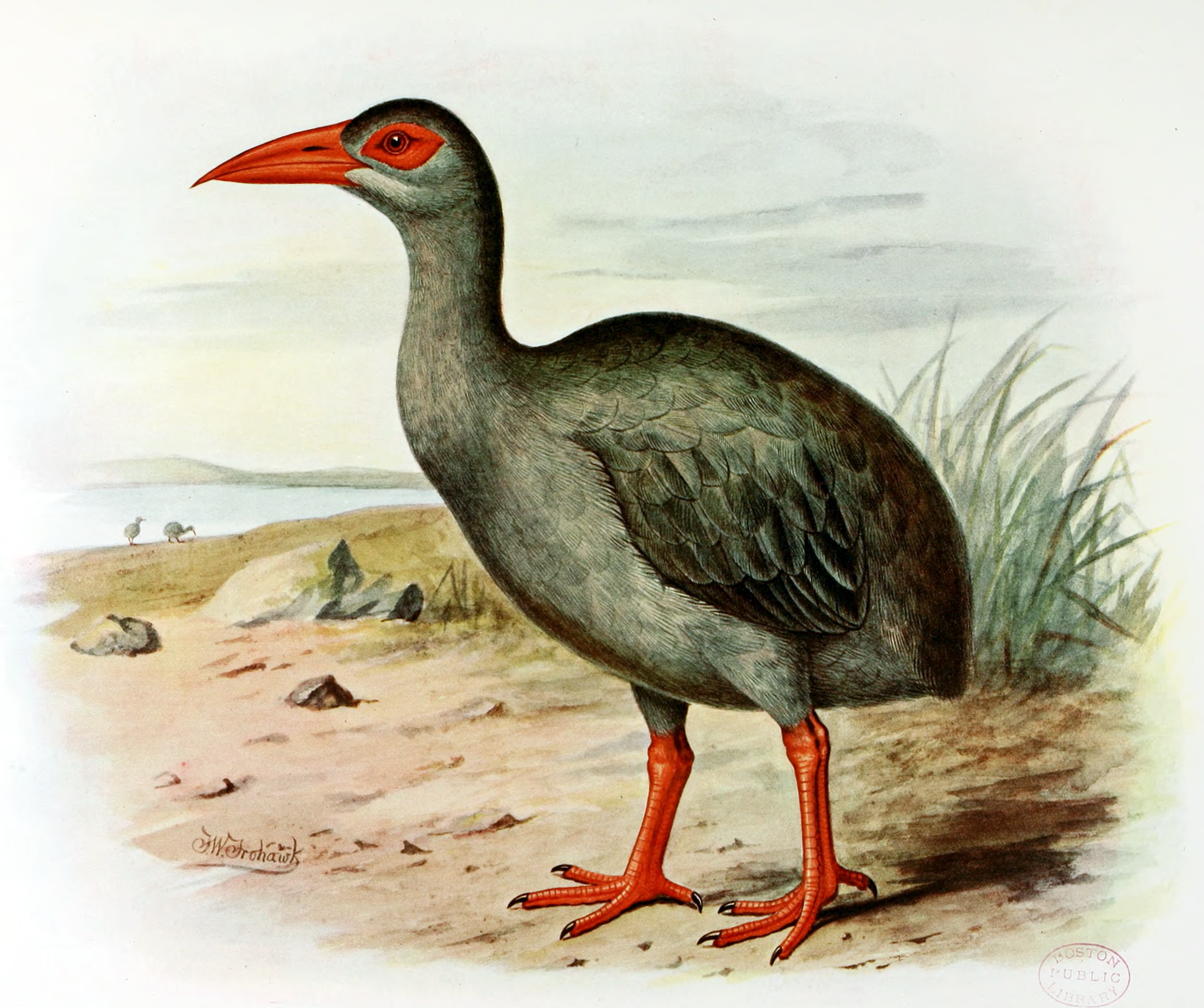
Reconstituição da espécie por Frederick Frohawk (1907) com base num esboço antigo e na descrição. Olson considerou a imagem "um tanto fantasiosa".

O Erythromachus leguati era um ralídeo com cerca de 35 cm de comprimento, menor que a galinhola-vermelha-de-maurício, mas com asas proporcionalmente mais longas. Ele pode ter pesado pelo menos 500 gramas. Os restos subfósseis exibem uma grande variação no tamanho, o que pode refletir a existência de dimorfismo sexual. Tinha plumagem cinza brilhante, talvez salpicada de branco. O bico e as pernas eram vermelhos e havia uma área nua e vermelha ao redor dos olhos. Seu crânio era ligeiramente alongado, convexo em todas as direções e comprimido de cima para baixo em vista lateral. O crânio tinha um tamanho intermediário entre os ralídeos das Mascarenhas, com 3,8 cm de comprimento e 2 cm de largura. Ele tinha uma região frontal estreita e longa, com 6,5 mm em sua largura mínima.
O bico era longo e curvado para baixo como o da galinhola-vermelha, mas as aberturas das narinas eram mais longas. O pré-maxilar, que compreendia a maior parte do bico superior, era longo, pouco profundo em vista lateral, com osso nasal estreito, e seu comprimento total era quase 60% maior que o crânio. O colmo do bico ficava quase reto acima da narina, e o osso nasal era um pouco mais longo que o crânio. O bico tinha até 7,7 cm de comprimento, a mandíbula inferior até 9,8 cm de comprimento e 8 mm em sua maior profundidade. A abertura nasal (narina) era muito longa, 66% do comprimento do rostro. Havia forames (aberturas) no bico superior, que não se estendiam até a borda frontal da abertura nasal. A mandíbula era longa e estreita, terminando em uma ponta aguda, com o comprimento da sínfise mandibular (área onde as metades da mandíbula se encontram) sendo cerca de 65% do comprimento do crânio. A mandíbula tinha forames grandes e profundos, que se estendiam quase até um sulco profundo no centro da mandíbula. Günther e Newton afirmaram que os bicos examinados variavam muito em tamanho e forma; alguns espécimes tinham bicos curtos e quase retos, enquanto outros tinham bicos muito mais longos (até um terço mais longos) que eram proeminentemente curvos. Esses especialistas não tinham certeza se isso estava relacionado ao tamanho total de uma ave individual ou ao dimorfismo sexual. Livezy não foi capaz de confirmar a ideia de que as diferenças nos bicos refletiam dimorfismo em 2003, mas achou provável. Hume examinou todos os bicos superiores disponíveis em 2019, mas não encontrou diferenças na curvatura.
Os ossos associados aos membros anteriores eram geralmente pequenos em proporção à ave. A escápula era pequena e estreita, com 4,5 cm de comprimento. O coracoide era curto, mas largo, e o esterno também era pequeno. O úmero era muito pequeno, seu eixo era curvo de cima para baixo e variava de 4,5 a 5 cm. O rádio e a ulna (ossos do antebraço) eram curtos, e este último era fortemente arqueado de cima para baixo, variando de 3,7 a 4,2 cm. A pelve era grande e fortemente construída em proporção ao tamanho da ave, tinha 5,7 mm de comprimento, 2 cm de largura na frente e 3,6 cm no dorso. Os elementos dos membros posteriores eram geralmente muito robustos. O fêmur (osso da coxa) era muito robusto, com um eixo curvo e variando de 5,6 a 6,3 cm de comprimento. O tibiotarso (osso da perna) era curto, mas robusto, e variava de 8,4 a 10,1 cm. A fíbula também era curta e robusta. O tarsometatarso era curto, mas muito robusto, variando de 5,2 a 6,0 cm de comprimento. As proporções das pernas, pelve e sacro de E. leguati e da galinhola-vermelha eram geralmente semelhantes. E. leguati diferia da galinhola-vermelha por ter um crânio mais largo e curto, narinas mais longas e inferiores, um úmero proporcionalmente mais longo, um fêmur mais curto e robusto, bem como uma plumagem consideravelmente diferente, com base nas primeiras descrições. O ornitólogo holandês Marc Herremans sugeriu em 1989 que essas duas espécies eram neotênicas, com características juvenis como aparatos peitorais fracos e plumagem felpuda.

### Relatos contemporâneos

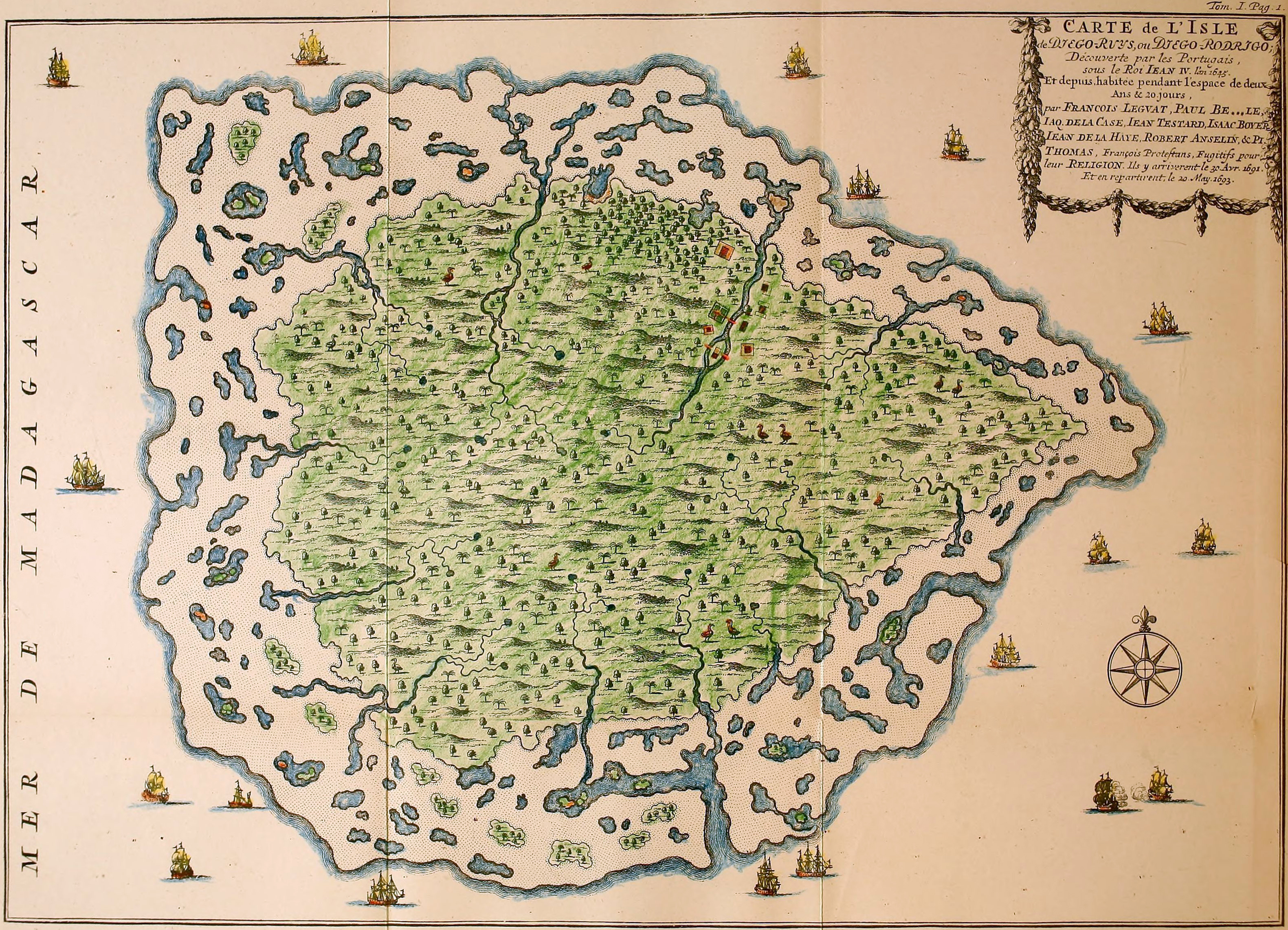
Mapa de Rodrigues feito por Leguat. Seu assentamento está marcado no nordeste da ilha.

O Erythromachus leguati foi mencionado pela primeira vez por François Leguat em seu livro de memórias de 1708, A New Voyage to the East Indies. Leguat era o líder de um grupo de nove huguenotes franceses refugiados; o grupo, pioneiro na colonização de Rodrigues, viveu na ilha entre 1691 e 1693, depois que foram abandonados lá por seu capitão. As observações de Leguat são consideradas algumas das primeiras descrições coesas de comportamento animal na natureza. Ele descreveu a ave da seguinte maneira:
Nossas galinhas são gordas durante todo o ano e de um sabor mais delicado. Sua cor é sempre de um cinza brilhante, e há muito pouca diferença na plumagem entre os dois sexos. Elas escondem seus ninhos tão bem que não conseguimos encontrá-los, e, consequentemente, não provamos seus ovos. Têm uma área nua e vermelha ao redor dos olhos, seus bicos são retos e pontiagudos, com cerca de duas e dois quintos de polegada de comprimento, e vermelhos também. Elas não podem voar, sua gordura faz com que fiquem pesadas demais para isso. Se você mostrar-lhes qualquer coisa vermelha, elas ficam tão irritadas que vão pra cima de você para tentar arrancar de sua mão, e no calor do combate temos a oportunidade de pegá-las com facilidade.
Outra descrição da aparência e comportamento da ave é encontrada num documento anônimo chamado Relation de l'Ile Rodrigue, que foi redescoberto em 1874 e atribuído a Julien Tafforet, que, em 1726, também foi abandonado em Rodrigues:
Existe uma espécie de ave, do tamanho de uma galinha jovem, que tem o bico e pés vermelhos. Seu bico é um pouco parecido com o de um maçarico, exceto por ser um pouco mais grosso e não tão longo. Sua plumagem é manchada com branco e cinza. Eles geralmente se alimentam de ovos de tartarugas terrestres que encontram no solo, o que as torna tão gordas que muitas vezes têm dificuldade para correr. Elas são muito boas para comer, e sua gordura tem uma tonalidade vermelha amarelada, que é excelente para as dores. Têm pequenos pinions [asas], sem penas, o que explica o porquê de não poderem voar; mas, por outro lado, elas correm muito bem. Seu grito é um assobio contínuo. Quando elas vêem qualquer pessoa que as persegue  produzem outro tipo de barulho, parecido com o de uma pessoa com soluços.
Ao contrário da galinhola-vermelha e de outras aves extintas das ilhas Mascarenhas, o Erythromachus leguati não foi ilustrado por artistas da época. O ornitólogo Storrs L. Olson qualificou como "fantasiosos" os desenhos feitos para os livros Extinct Birds (1907), de Walter Rothschild, e The Dodo and kindred birds (1953), de Masauji Hachisuka. O artista inglês Frederick William Frohawk, que fez a ilustração para a obra de Rothschild, baseou sua restauração numa antiga gravura, que por sua vez teve como modelo um esboço do século XVII de Thomas Herbert. Sabe-se hoje que tal esboço retrata uma galinhola-vermelha. Hermann Schlegel pensou, erroneamente, que a imagem mostrava um tipo de dodô que vivia em Rodrigues (batizando-o de Didus herbertii em 1854) e que era essa a ave mencionada por Leguat.

## Comportamento e ecologia

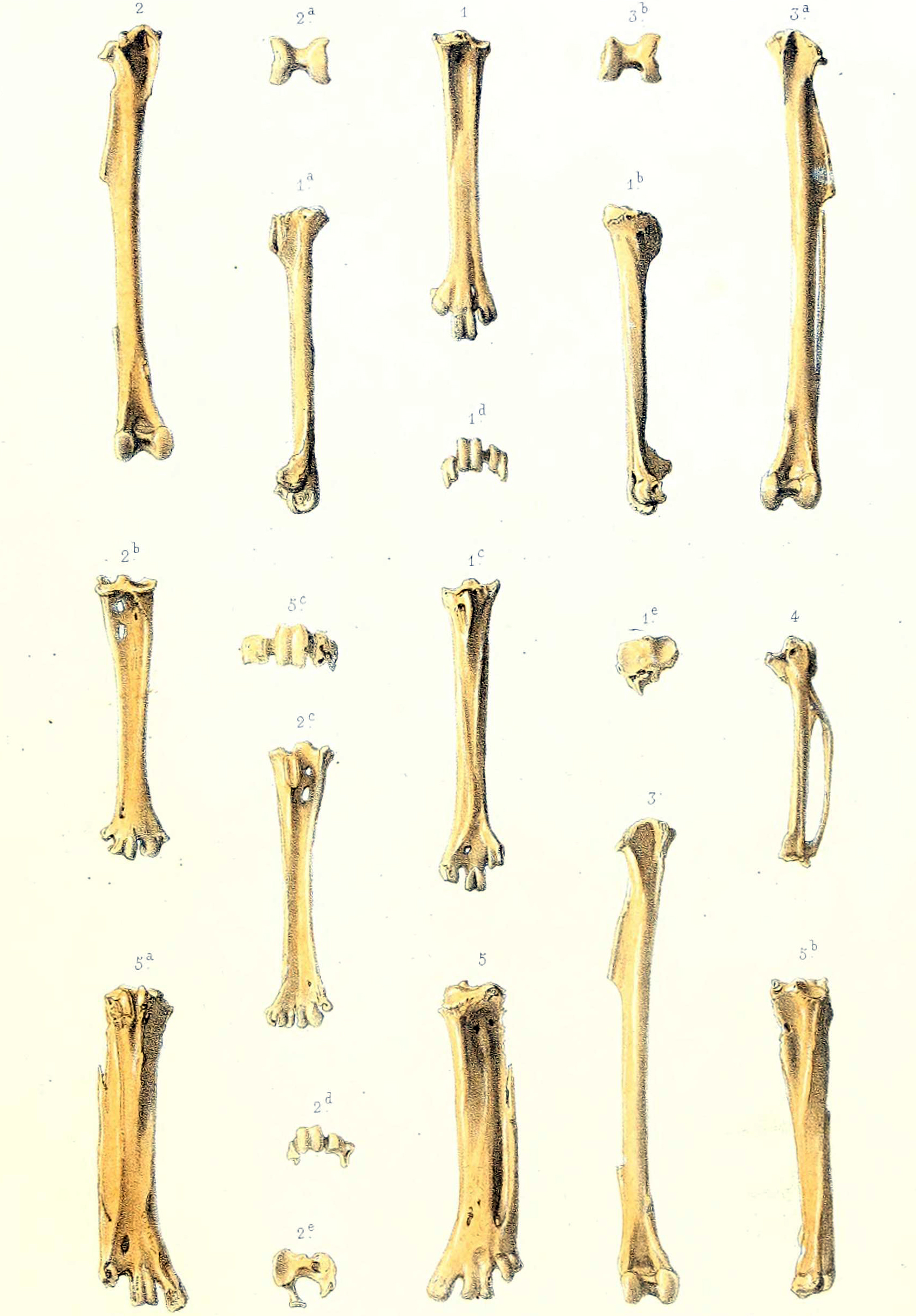
Desenho dos primeiros ossos encontrados da espécie.

Segundo o relato de Tafforet, Erythromachus leguati se alimentava de ovos das já extintas tartarugas gigantes Cylindraspis, das quais três espécies viviam em Rodrigues. Por aproveitar sua época de reprodução, Hume considerou a ave um predador oportunista, que talvez também se alimentasse de tartarugas recém-nascidas. Uma antiga área de reprodução de tartarugas em Plaine Corail mostra que locais desse tipo estavam concentrados em uma pequena área contendo um grande número de ovos; o osso da falange de um E. leguati foi encontrado entre os restos de ovos. Os ralídeos teriam engordado sazonalmente, mas em outras épocas do ano provavelmente se alimentavam de caracóis e diversos invertebrados, bem como predavam colônias de aves marinhas. A ave provavelmente se alimentava de vermes, como Kontikia whartoni e o já extinto Geonemertes rodericana, sondando a serapilheira ou a madeira apodrecida. O dimorfismo sexual pode ter refletido diferenças na dieta entre os sexos. Suas vocalizações eram um assobio contínuo, e tinha um chamado (som de alarme) staccato parecido com um soluço.
Como Leguat não conseguiu localizar seus ninhos, a ave pode ter se aninhado fora da floresta aberta facilmente acessível, como era típico em áreas costeiras e de várzea, e aninhado profundamente em vales florestados ou colinas montanhosas do interior, segundo Hume. Seus ninhos podem ter ficado bem escondidos na vegetação do solo, como é o caso de outros ralídeos que não voam. Assim como a galinhola-vermelha-de-maurício, relatos apontam que E. leguati também era atraído pela cor vermelha, mas o significado disso é desconhecido. Leguat escreveu que eram caçadas com um método semelhante ao utilizado em Maurício para pegar as galinholas-vermelhas de lá: um pedaço de pano vermelho era mostrado às aves, que reagiam com um comportamento agressivo, saltando sobre o pano e tentando destruí-lo. Esse comportamento levou Hume a chamá-la de "espécie agressiva". De acordo com Milne-Edwards, a ave tinha pernas "feitas para correr".
Muitas outras espécies endêmicas de Rodrigues tornaram-se extintas após a chegada do homem, de modo que o ecossistema da ilha está fortemente danificado. Antes da vinda dos humanos, as florestas cobriam a ilha por completo, mas muito pouco resta hoje devido ao desmatamento. O Erythromachus leguati viveu ao lado de outras aves recentemente extintas, como o solitário-de-rodrigues, o papagaio-de-rodrigues, o periquito-de-rodrigues, o estorninho-de-rodrigues, a coruja-de-rodrigues, a garça Nycticorax megacephalus e o pombo-de-rodrigues. Répteis extintos incluem as tartarugas gigantes Cylindraspis peltastes e C. vosmaeri e o lagarto Phelsuma edwardnewtoni.

## Extinção
Muitos ralídeos terrestres não voam, e as populações das ilhas são particularmente vulneráveis aos impactos ambientais causados pelo homem; como resultado, os ralídeos sofreram mais extinções do que qualquer outra família de aves. Todas as seis espécies endêmicas de ralídeos das ilhas Mascarenhas estão extintas devido à ação humana. Por pelo menos um século, E. leguati pode ter coexistido com ratos, que talvez tenham sido introduzidos por um grupo de marinheiros de um navio holandês abandonado lá em 1644. Embora os ratos estivessem bem estabelecidos e numerosos na época em que Leguat e Tafforet permaneceram na ilha, os ralídeos também continuaram comuns, talvez devido a sua natureza agressiva. Os franceses começaram a colonizar Rodrigues em 1735 (para fornecer às ilhas Maurício carne de tartaruga), o que deve ter afetado os ralídeos com a caça e o desmatamento, mas seu rápido desaparecimento foi provavelmente causado por gatos introduzidos para controlar os ratos por volta de 1750, e a espécie pode ter sido extinta em apenas uma década. Em 1763, o astrônomo francês Alexandre Guy Pingré notou a ausência desta e de outras aves em Rodrigues na época de sua visita para observar o trânsito de Vênus em 1761:
Não ouvi falar nem de gélinottes [E. leguati], nem de butors [Nycticorax megacephalus], nem de alouettes [pequenas aves limícolas], nem de bécassines [cagarras ou petréis]; pode ter havido alguns na época de François Leguat, mas eles se retiraram de suas casas ou, mais provavelmente, as raças não sobrevivem mais, pois a ilha foi povoada por gatos.